# Hans Grauert
Hans Grauert (né le 8 février 1930 à Haren (Ems) et mort le 4 septembre 2011 à Göttingen) est un  mathématicien allemand réputé, actif après la Seconde Guerre mondiale. Il est spécialiste de la théorie des fonctions en plusieurs variables, et notamment des variétés complexes, la théorie des faisceaux, et la géométrie algébrique.

## Biographie et œuvre
Hans Grauert étudie les mathématiques à partir de 1949 à l'université de Münster (« Westfälische Wilhelms-Universität Münster » ou WWU) et soutient une thèse de doctorat sous la direction de  Heinrich Behnke, en 1954 ayant pour titre Kählersche Metrik in Holomorphiegebieten. La thèse est publiée deux ans plus tard dans les Mathematische Annalen,. En tant que membre de l'école de Behnke, il profite de ses excellents contacts avec la France, et notamment avec Henri Cartan. Avant sa thèse, il étudie également en 1953 à  l'École polytechnique fédérale de Zurich auprès du topologue Beno Eckmann. En 1955 il devient professeur assistant à Münster, où il soutient son habilitation en 1957. Il passe ensuite l'année 1957-58 à l'Institute for Advanced Study. En 1959, il travaille à l'Institut des hautes études scientifiques (IHES).
Depuis septembre 1959, et jusqu'à son éméritat, il est professeur titulaire à l’université de Göttingen où il succède à Carl Ludwig Siegel. À Göttingen, il crée un grand groupe de recherche en analyse complexe (dans sa généalogie mathématique., il y a 44 étudiants et près de 300 descendants). Il est aussi professeur invité, notamment à l’Princeton et à Paris.
Avec Henri Cartan et Reinhold Remmert, un étroit collaborateur depuis les années 1950, Grauert a contribué, de manière essentiel, à l'essor qu'a connu l'analyse complexe en plusieurs variables après la Seconde Guerre mondiale.
En 1965, Grauert donne une autre démonstration de la conjecture de Mordell dans le cas de corps de fonctions, prouvée auparavant par Yuri Manin. Il a travaillé également en géométrie hyperbolique et théorie des fonctions non archimédiennes, et a également proposé des réflexions sur de nouvelles structures géométriques pour la physique et le formalisme en théorie des quanta.
Depuis 1969, il était éditeur des Mathematische Annalen. Il était conférencier invité au Congrès international des mathématiciens en 1958 à Édimbourg (Die Riemannschen Flächen der Funktionentheorie mehrerer Veränderlicher) et à Moscou en 1966 (Über die nicht-archimedische Analysis, avec Remmert). En 1962, il délivre une communication plénière au congrès international des mathématiciens de Stockholm (Die Bedeutung des Levischen Problems für die Analytische und Algebraische Geometrie).

## Prix et distinctions
- Membre des Académie des sciences de Göttingen, Académie allemande des sciences Leopoldina, Académie des sciences et des lettres de Mayence et Académie bavaroise des sciences.
- Docteur honoris causa des universités de Bayreuth, Bochum et Bonn
- 1990 Membre de l'Academia Europaea
- 1991 Prix von Staudt.
- 2006 Membre étranger de l'Académie des sciences de Russie[7]
- 2008 Membre honoraire de la Deutsche Mathematiker-Vereinigung
- 2008 Médaille Cantor

## Publications

### Ouvrages
- Hans Grauert et Reinhold Remmert, Theorie der Steinschen Räume, Springer-Verlag, 1977. — (en anglais 1979 et 2004)
- Hans Grauert et Reinhold Remmert, Analytische Stellenalgebren, Springer-Verlag, 1971.
- Hans Grauert et Reinhold Remmert, Coherent analytic sheaves, Springer-Verlag, 1984.
- Klaus Fritzsche et Hans Grauert, Einführung in die Funktionentheorie mehrerer komplexer Veränderlicher, Springer-Verlag, 1974. — (en anglais 1976)[8]
- Klaus Fritzsche et Hans Grauert, From holomorphic functions to complex manifolds, Springer-Verlag, 2002.
- Hans Grauert et Hans-Christoph Grunau, Lineare Algebra und analytische Geometrie, Oldenbourg-Verlag, 1999.
- Hans Grauert, Ingo Lieb et Wolfgang Fischer, Differential- und Integralrechnung (3 volumes), Springer, Heidelberger Taschenbücher, 1967-68 et 1977. — Volumes 1 et 3 avec Ingo Lieb, volume 2 avec Wolfgang Fischer

### Articles (sélection)
- Hans Grauert, Selected papers. Vol. I, II, Berlin, New York, Springer-Verlag, 1994 (ISBN 978-3-540-57107-0, MR 1314425, présentation en ligne)
- Hans Grauert et Reinhold Remmert, « Charakterisierung der holomorph vollständigen komplexen Räume », Mathematische Annalen, vol. 129,‎ 1955, p. 233-259 (lire en ligne).
- Hans Grauert et Reinhold Remmert, « Zur Theorie der Modifikationen I », Mathematische Annalen, vol. 129,‎ 1955, p. 274-296 (lire en ligne).
- Hans Grauert et Reinhold Remmert, « Plurisubharmonische Funktionen in komplexen Räumen », Mathematische Zeitschrift, vol. 65,‎ 1956, p. 175-194 (zbMATH 0070.30403, lire en ligne).
- Hans Grauert et Reinhold Remmert, « Komplexe Räume », Mathematische Annalen, vol. 136,‎ 1958, p. 245-318 (lire en ligne).
- Hans Grauert, « Mordells Vermutung über rationale Punkte auf algebraischen Kurven und Funktionenkörper », Publications Mathématiques de l'IHÉS, t. 25,‎ 1965, p. 131-149 (lire en ligne).
- Hans Grauert, « Ein Theorem der analytischen Garbentheorie und die Modulräume komplexer Strukturen », Publications Mathématiques de l'IHÉS, t. 5,‎ 1960, p. 5-64 (lire en ligne). — Avec correction : « Berichtigung : Ein Theorem der analytischen Garbentheorie und die Modulräume komplexer Strukturen », Publications Mathématiques de l'IHÉS, t. 16,‎ 1963, p. 35-36 (lire en ligne)
- Aldo Andreotti et Hans Grauert, « Théorèmes de finitude pour la cohomologie des espaces complexes », Bulletin de la Société Mathématique de France, t. 90,‎ 1962, p. 193–259 (DOI 10.24033/bsmf.1581, lire en ligne).